# The Corries
The Corries waren eine schottische Folkband (1965–1990), zunächst in einer Besetzung von vier, später drei Sängern, schließlich als Duo mit Ronnie Browne und Roy Williamson (1936–1990).
Bekannt wurden The Corries unter anderem durch die Entwicklung eines neuen Musikinstruments, der Combolin, einer Art Mischung aus Gitarre und Mandoline, und durch das Lied Flower of Scotland, das seit Mitte der 1970er Jahre als inoffizielle schottische Nationalhymne gilt.

## Geschichte
Roy Williamson lernte Ronnie Brown 1955 am College of Art in Edinburgh kennen. Dies war der Beginn einer über 30-jährigen Zusammenarbeit.
Mit Bill Smith and Ron Cockburn gründete Roy Williamson 1962 das Corrie Folk Trio. Nach wenigen Wochen verließ Ron Cockborn die Band und wurde durch Ronnie Browne ersetzt. Zudem stieß die irische Sängerin Paddie Bell zur Band und man nannte sich fortan Corrie Folk Trio and Paddie Bell. Beim Edinburgh Festival spielten sie anfangs vor acht Leuten, am Ende des Festivals waren ihre Konzerte ausverkauft.
Als die Band erfolgreicher wurde und sogar im Fernsehen zu sehen waren, verließen Bill Smith und Paddie Bell die Gruppe. Roy Williamson spielte vornehmlich die Instrumente und Ronnie Browne sang. Unter dem neuen Namen The Corries traten sie in Angus auf.
Im Jahr 1970 waren mehrere Alben in den schottischen Charts vertreten. The Corries brachten 1974 das Lied Flower of Scotland heraus, das zu einer inoffiziellen Nationalhymne wurde. Außerhalb der Grenzen Schottlands blieb die Band eher unbekannt.
Roy Williamson starb 1990 an einem Gehirntumor. Dies bedeutete das Ende der Band.
Ronny Browne tritt heute noch vor den Spielen der schottischen Fußballnationalmannschaft auf,
wo er beim Singen der Hymne Flower of Scotland von mehr als 50.000 Zuschauern lautstark begleitet wird.

## Die Combolinen
Roy Williamson erfand 1969 zwei Instrumente, die Combolinen. Das eine der beiden Instrumente kombinierte eine Mandoline mit einer Gitarre, das andere kombinierte die Gitarre mit der spanischen Bandurria. Diese Combolinen wurden vornehmlich dazu benutzt, um Balladen zu begleiten, wie Silkie of Sule Skerry oder The Gartan Mother's Lullaby.

## Diskografie
- 1965: The Corrie Folk Trio and Paddie Bell
- 1965: The Promise of the Day
- 1966: Those Wild Corries
- 1967: Bonnet, Belt and Sword
- 1968: Kishmul's Galley
- 1969: The Corries in Concert
- 1969: Scottish Love Songs
- 1970: Strings and Things
- 1970: In Retrospect
- 1971: Live at the Royal Lyceum
- 1972: "Live" A Live O
- 1972: Sound The Pibroch
- 1973: A Little of What You Fancy
- 1974: Live from Scotland Volume 1
- 1975: Live from Scotland Volume 2
- 1975: Live from Scotland Volume 3
- 1977: Live from Scotland Volume 4
- 1977: Peat Fire Flame
- 1977: Spotlight on the Corries
- 1980: Stovies (Live)
- 1980: A Man's A Man
- 1982: The Dawning of the Day (Live)
- 1983: Love From Scotland (Kompilation)
- 1985: Scotland Will Flourish (Live)
- 1987: Barrett's Privateers (live)
- 1988: The Bonnie Blue (Live)